# Mikroregion Gramado-Canela

Mikroregion Gramado-Canela

Mikroregion Gramado-Canela – mikroregion w brazylijskim stanie Rio Grande do Sul należący do mezoregionu Metropolitana de Porto Alegre. Ma powierzchnię 2566,9 km².

## Gminy
- Canela
- Dois Irmãos
- Gramado
- Igrejinha
- Ivoti
- Lindolfo Collor
- Morro Reuter
- Nova Petrópolis
- Picada Café
- Presidente Lucena
- Riozinho
- Rolante
- Santa Maria do Herval
- Taquara
- Três Coroas